# Amantes sunt amentes
Amantes sunt amentes (del latín: Los amantes son dementes) es el nombre del cuarto álbum de estudio de la banda mexicana de rock, PXNDX. Fue lanzado al mercado el 2 de octubre de 2006.

## Información del álbum
Este disco incluye un DVD al igual que el anterior. La temática de las canciones habla sobre ridiculizar el amor entre una pareja, aunque de una manera elegante, de las fallas del amor y del amor obsesivo. Musicalmente, se escucha una evolución en la batería y el nuevo sentido de la voz del vocalista. Además la última canción está dedicada a los no-fanes y/o los llamados "anti-panda".
En principio el disco se llamaría "Del amor y otros demonios", pero esto no se concretó debido a la imposibilidad de contactar a Gabriel García Márquez, autor del libro del mismo nombre para conseguir los derechos de autor. Finalmente, el nombre Amantes sunt amentes es un juego de palabras entre el latín y español.
El disco fue programado para salir el 2 de octubre con 12 temas, pero salió unos cuantos días antes por negligencia de las empresas disqueras. El primer sencillo del álbum es la canción Narcisista por excelencia que fue lanzado el 28 de agosto de 2006; el segundo sencillo Los malaventurados no lloran debutó el 12 de febrero de 2007 producido de nuevo por Kross y asistido por Hernán Contreras (del equipo Movic:Films); el tercer sencillo Procedimientos para llegar a un común acuerdo fue lanzado el 30 de julio de 2007.

## Lista de canciones
| N.º   | Título                                           | Duración |  |
| 1.    | «La estrategia perdida»                          | 3:20     |  |
| 2.    | «So violento so macabro»                         | 3:21     |  |
| 3.    | «El infame Estar y no estar»                     | 3:43     |  |
| 4.    | «Estoy más solo que ayer, pero menos que mañana» | 3:01     |  |
| 5.    | «Narcisista por excelencia»                      | 3:47     |  |
| 6.    | «Procedimientos para llegar a un común acuerdo»  | 3:14     |  |
| 7.    | «Tripulación, armar toboganes»                   | 3:55     |  |
| 8.    | «Pathetica»                                      | 4:22     |  |
| 9.    | «Los malaventurados no lloran»                   | 3:27     |  |
| 10.   | «Tus palabras punzocortantes»                    | 3:15     |  |
| 11.   | «Atractivo encontramos en lo más repugnante»     | 3:27     |  |
| 12.   | «¡Ah, pero cómo vendo cassettes!»                | 1:44     |  |
| 38:36 |                                                  |          |  |

### DVD
1. En el estudio
2. Festín!
3. Extras
  1. Cita en el quirófano
  2. Cuando no es como debiera ser
  3. Malos pensamientos
  4. Marzo-abril 2000
  5. ONGI B

## Personal

### Banda
- José Madero - vocales, guitarra rítmica, Moog
- Ricardo Treviño - bajo, voces secundarias y guturales en las canciones 2 y 12
- Jorge Vázquez - batería
- Arturo Arredondo - guitarra líder

### Otros
- Francisco Lobo - Productor Ejecutivo
- Adrián "Rojo" Treviño - Productor
- Gerardo "el Oso" García - Ingeniero de Grabación
- Rodrigo Mendoza - Asistente de Grabación
- Jaime Cavazos - Masterización
- Beto Ramos - Técnico de Batería
- Marcelo Treviño - Tecladista Invitado
- Alfonso Herrera - Corista
- Mario Videgaray - diseño
- Beto Garza - ilustraciones, arte de tapa
- Jorge Vázquez - edición de video (DVD)

Todas las Letras por:
- José Madero

## Posicionamiento en listas
| País   | Lista                | Mejor Posición |
| ------ | -------------------- | -------------- |
| México | Mexican Albums Chart | 1              |

| País   | Certificación | Ventas certificadas | Ref.  |
| ------ | ------------- | ------------------- | ----- |
| México | Platino + Oro | 150.000             | [ 2 ] |

| País   | Lista (2006)        | Mejor Posición |
| ------ | ------------------- | -------------- |
| México | México Albums Chart | 26             |
| País   | Lista (2007)        | Mejor Posición |
| México | México Albums Chart | 25             |